# Vincent Cassel
Vincent Cassel, all'anagrafe Vincent Crochon (Parigi, 23 novembre 1966), è un attore, produttore cinematografico e doppiatore francese.

## Biografia
È figlio d'arte dell'attore e ballerino Jean-Pierre Cassel e della giornalista gastronomica Sabine Litique (sposata Sabine Cassel-Lanfranchi), di origini corse. Nasce e cresce nel quartiere di Montmartre. Nel 1980 sua madre si trasferisce con un amico del marito a New York per portare avanti la loro relazione, divorziando da Jean-Pierre. Lì Sabine lavora per la rivista Glamour e nel 1985 entra a far parte del gruppo di fondazione di Elle, prima di diventare consulente per grandi ristoranti. Vincent vive quindi viaggiando, soprattutto tra Francia e Stati Uniti, imparando l'inglese e lavorando come assistente alla fotografia per la rivista co-fondata dalla madre. In gioventù studia canto e danza, diciassettenne si iscrive alla scuola circense di Annie Fratellini e dai sedici anni studia recitazione sia a New York, sia a Parigi.
Dopo una piccola comparsa in Les clés du Paradis di Philippe de Broca nel 1991, conosce Mathieu Kassovitz, suo conterraneo, con il quale gira Meticcio (1993), L'odio (1995) e I fiumi di porpora (2000). Le riprese di L'odio coincidono con quelle di un altro film fondamentale per Cassel: L'appartamento, sul set del quale conosce Monica Bellucci, che diventerà sua moglie, con la quale partecipa nei successivi otto anni ad altri sei film: Dobermann, Come mi vuoi, Unruly - Nessuna regola, Il patto dei lupi, Irréversible e Agents secrets. Approda poi a Hollywood prendendo parte a Ocean's Twelve (2005) e Ocean's Thirteen (2007). Sua è la voce francese di Hugh Grant per un paio di film e negli anni duemila diventa la voce ufficiale francese anche di Diego, protagonista della serie L'era glaciale. Sua è la voce originale di Monsieur Hood in Shrek.
Cassel recita quasi sempre in ruoli da antagonista, interpretando personaggi duri, spregiudicati e violenti. Tra le sue parti più significative in tal senso, si segnalano quella dell'aggressore in Derailed - Attrazione letale, quella di un bifolco e grottesco contadino nel film horror - da lui pure prodotto - Sheitan, ruolo per il quale sfoggia mimiche inusuali e un pesante trucco facciale, e infine quello dell'ambiguo giovane mafioso russo Kirill nel thriller di David Cronenberg La promessa dell'assassino. Grazie alla parte del gangster francese Jacques Mesrine, interpretato nel dittico del 2008 Nemico pubblico N. 1 - L'istinto di morte e Nemico pubblico N. 1 - L'ora della fuga, ha vinto il Premio César per il migliore attore.
Nel 2009 incide con Zap Mama una nuova versione di Parole parole, portata al successo in Francia anni prima da Dalida e Alain Delon; in tale occasione incide la propria parte in portoghese, mentre l'altra, cantata, rimane in francese, affermando di averlo fatto per non sembrare una brutta copia dell'attore. Nel 2010 recita nel film Il cigno nero di Darren Aronofsky. Nel 2013 recita nel film In trance del regista Danny Boyle. Nel 2015 è, insieme a Salma Hayek, protagonista del film Il racconto dei racconti - Tale of Tales di Matteo Garrone, presentato in concorso al Festival di Cannes.
Nel 2020 interpreta Engerraund Serac, antagonista principale della terza stagione della serie HBO Westworld - Dove tutto è concesso, e prende anche parte al film La felicità degli altri, affiancando Bérénice Bejo.

### Vita privata
Ha un fratello minore, Mathieu Cassel, produttore musicale e rapper conosciuto con il nome di Rockin'Squat, e una sorellastra minore da parte paterna, Cécile Cassel, attrice e cantante.
Il 3 agosto 1999 sposa l'attrice e modella italiana Monica Bellucci, conosciuta nel 1996 sul set del film L'appartamento. La coppia ha avuto due figlie, entrambe nate a Roma per volere della Bellucci: Deva, nata il 12 settembre 2004 (che ha seguito le orme di entrambi i genitori diventando attrice e modella), e Léonie, nata il 21 maggio 2010. Nell'agosto 2013, dopo 14 anni di matrimonio, la coppia annuncia la separazione.
Dal 2011 l'attore sostiene il capo Raoni nella lotta contro la diga di Belo Monte in Brasile, in piena foresta amazzonica, che oltre a costringere numerose tribù a uno spostamento forzato, potrebbe causare danni alla biodiversità locale.
Il 24 agosto 2018 sposa in seconde nozze la modella italo-francese Tina Kunakey. Il 19 aprile 2019 la coppia annuncia la nascita della loro bambina, Amazonie. Si separano nel 2023.
Dal 2023 è fidanzato con Narah Baptista, modella di origini brasiliane e australiane. Il 7 gennaio 2025 nasce il loro primo figlio, Caetano.

## Filmografia

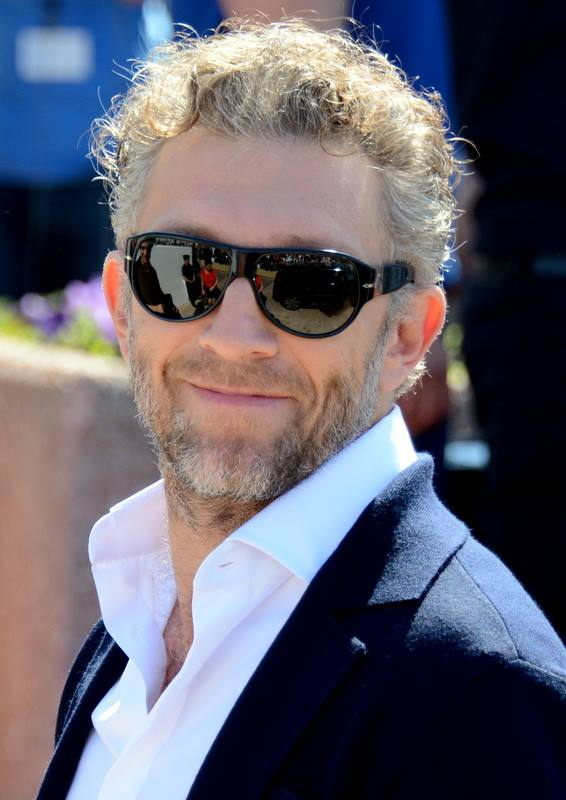
Vincent Cassel al Festival di Cannes 2015

### Attore

#### Cinema
- Les cigognes n'en font qu'à leur tête, regia di Didier Kaminka (1989)
- Les clés du paradis, regia di Philippe de Broca (1991)
- Un dimanche sans ailes, regia di Anthony Souter - cortometraggio (1992)
- Meticcio (Métisse), regia di Mathieu Kassovitz (1993)
- Elle voulait faire quelque chose, regia di Dodine Herry - cortometraggio (1994)
- Putain de porte, regia di Jean-Claude Flamand e Delphine Quentin - cortometraggio (1994)
- Valse nocturne, regia di Christopher Barry - cortometraggio (1995)
- Ainsi soient-elles, regia di Patrick Alessandrin e Lisa Azuelos (1995)
- Jefferson in Paris, regia di James Ivory (1995)
- L'odio (La haine), regia di Mathieu Kassovitz (1995)
- Adultère, mode d'emploi, regia di Christine Pascal (1995)
- L'appartamento (L'appartement), regia di Gilles Mimouni (1996)
- L'élève, regia di Olivier Schatzky (1996)
- Dobermann, regia di Jan Kounen (1997)
- Come mi vuoi, regia di Carmine Amoroso (1997)
- Il piacere e i suoi piccoli inconvenienti (Le plaisir (et ses petits tracas)), regia di Nicolas Boukhrief (1998)
- Compromis, regia di Sébastien Sort - cortometraggio (1998)
- Elizabeth, regia di Shekhar Kapur (1998)
- Unruly - Nessuna regola (Méditerranées), regia di Philippe Bérenger (1999)
- Giovanna d'Arco (Joan of Arc), regia di Luc Besson (1999)
- Guest House Paradiso, regia di Adrian Edmondson (1999)
- I fiumi di porpora (Les rivières pourpres), regia di Mathieu Kassovitz (2000)
- Il patto dei lupi (Le pacte des loups), regia di Christophe Gans (2001)
- Birthday Girl, regia di Jez Butterworth (2001)
- Sulle mie labbra (Sur mes lèvres), regia di Jacques Audiard (2001)
- Irréversible, regia di Gaspar Noé (2002)
- La barbichette, regia di Kim Chapiron - cortometraggio (2002)
- The Reckoning - Percorsi criminali (The Reckoning), regia di Paul McGuigan (2002)
- Blueberry, regia di Jan Kounen (2004)
- Agents secrets, regia di Frédéric Schoendoerffer (2004)
- Ocean's Twelve, regia di Steven Soderbergh (2004)
- Derailed - Attrazione letale (Derailed), regia di Mikael Håfström (2005)
- Sheitan, regia di Kim Chapiron (2006)
- Ocean's Thirteen, regia di Steven Soderbergh (2007)
- La promessa dell'assassino (Eastern Promises), regia di David Cronenberg (2007)
- Sa Majesté Minor, regia di Jean-Jacques Annaud (2007)
- Nemico pubblico N. 1 - L'istinto di morte (L'instinct de mort), regia di Jean-François Richet (2008)
- Nemico pubblico N. 1 - L'ora della fuga (L'ennemi public n°1), regia di Jean-François Richet (2008)
- À deriva, regia di Heitor Dhalia (2009)
- Il cigno nero (Black Swan), regia di Darren Aronofsky (2010)
- Notre jour viendra, regia di Romain Gavras (2010)
- A Dangerous Method, regia di David Cronenberg (2011)
- Il monaco (Le Moine), regia di Dominik Moll (2011)
- In trance, regia di Danny Boyle (2013)
- La bella e la bestia (La Belle & la Bête), regia di Christophe Gans (2014)
- Rio, eu te amo, registi vari (2014)
- Partisan, regia di Ariel Kleiman (2015)
- Child 44 - Il bambino n. 44 (Child 44), regia di Daniel Espinosa (2015)
- Il racconto dei racconti - Tale of Tales, regia di Matteo Garrone (2015)
- Mon roi - Il mio re (Mon roi), regia di Maïwenn (2015)
- Un momento di follia (Un moment d'égarement), regia di Jean-François Richet (2015)
- È solo la fine del mondo (Juste la fin du monde), regia di Xavier Dolan (2016)
- Jason Bourne, regia di Paul Greengrass (2016)
- O filme da minha vida, regia di Selton Mello (2017)
- Gauguin - Viaggio a Tahiti (Gauguin - Voyage de Tahiti), regia di Edouard Deluc (2017)
- Black Tide - Un caso di scomparsa (Black Tide), regia di Érick Zonca (2018)
- Default (Gukgabudo-ui Nal), regia di Choi Kook-Hee (2018)
- L'Empereur de Paris, regia di Jean-François Richet (2018)
- O grande circo místico, regia di Carlos Diegues (2018)
- Il mondo è tuo (Le monde est à toi), regia di Romain Gavras (2018)
- The Specials - Fuori dal comune (Hors normes), regia di Olivier Nakache e Éric Toledano (2019)
- Underwater, regia di William Eubank (2020)
- La felicità degli altri (Le Bonheur des uns...), regia di Daniel Cohen (2020)
- Asterix & Obelix - Il regno di mezzo (Astérix et Obélix: L'Empire du milieu), regia di Guillaume Canet (2023)
- I tre moschettieri - D'Artagnan (Les Trois Mousquetaires: D'Artagnan), regia di Martin Bourboulon (2023)
- I tre moschettieri - Milady (Les Trois Mousquetaires: Milady), regia di Martin Bourboulon (2023)
- The Shrouds - Segreti sepolti, regia di David Cronenberg (2024)
- Damaged, regia di Terry McDonough (2024)
- The Opera! - Arie per un'eclissi, regia di Davide Livermore e Paolo Gep Cucco (2025)
- Banger, regia di So-Me (2025)

#### Televisione
- La belle Anglaise – serie TV (1988)
- Les dessous de la passion, regia di Jean Marboeuf – film TV (1991)
- Warburg: A Man of Influence – miniserie TV (1992)
- Amour et chocolat, regia di Josée Dayan – film TV (1992)
- Dose mortelle, regia di Joyce Buñuel – film TV (1993)
- 3000 scénarios contre un virus – serie TV, episodio 1x15 (1994)
- Alice Nevers - Professione giudice (Le juge est une femme) – serie TV, episodio 1x02 (1994)
- Soif d'en sortir, regia di Dominique Tabuteau – film TV (1995)
- Aventures dans le Grand Nord – serie TV (1995)
- Westworld - Dove tutto è concesso (Westworld) – serie TV, 7 episodi (2020)
- Liaison – serie TV, 6 episodi (2023)
- Fiasco - serie TV, 7 episodi (2024)

#### Pubblicità
- Yves Saint Laurent (2009)
- Lancia Ypsilon (2011)

### Doppiatore
- Shrek, regia di Andrew Adamson e Vicky Jenson (2001)
- FBI Zoo, regia di Yohann Angelvy e Julien Vray - cortometraggio (2006)
- Lascars, regia di Emmanuel Klotz e Albert Pereira-Lazaro (2009)
- Il piccolo principe (The Little Prince), regia di Mark Osborne (2015) - versione in lingua francese
- Jacques Costeau, il figlio dell'oceano (Becoming Costeau) - documentario, regia di Liz Garbus (2021)
- Tekken 8 (2024) - Víctor Chevalier

### Produttore
- Shabbat Night Fever, regia di Vincent Cassel - cortometraggio (1997)
- Irréversible, regia di Gaspar Noé (2002)
- Sheitan, regia di Kim Chapiron (2006)
- Notre jour viendra, regia di Romain Gavras (2010)

## Doppiatori italiani
Nelle versioni in italiano delle opere in cui ha recitato, Vincent Cassel è stato doppiato da:
- Massimo Lodolo ne I fiumi di porpora (ridoppiaggio), Irréversible, Blueberry, Agents secrets, Sheitan, Nemico pubblico N. 1 - L'istinto di morte, Nemico pubblico N. 1 - L'ora della fuga, In trance, Partisan, Westworld - Dove tutto è concesso, Il mondo è tuo, Underwater, Asterix & Obelix - Il regno di mezzo, I tre moschettieri - D'Artagnan, I tre moschettieri - Milady, Liaison, Fiasco, Damaged, Banger
- Roberto Pedicini ne L'odio, Dobermann, Come mi vuoi, Unruly - Nessuna regola, Il patto dei lupi, Il cigno nero, La bella e la bestia, Mon roi - Il mio re, È solo la fine del mondo, Jason Bourne, Gauguin - Viaggio a Tahiti, Black Tide - Un caso di scomparsa, The Specials - Fuori dal comune, The Shrouds - Segreti sepolti, The opera
- Riccardo Rossi ne I fiumi di porpora, La promessa dell'assassino, A Dangerous Method
- Marco Rasori in Ocean's Twelve, Derailed - Attrazione letale, Ocean's Thirteen
- Christian Iansante ne L'appartamento, Sulle mie labbra
- Jacques Peyrac in Elizabeth
- Vittorio De Angelis in Giovanna d'Arco
- Gioacchino Maniscalco in Guest House Paradiso
- Saverio Moriones in The Reckoning - Percorsi criminali
- Luca Ward in À deriva
- Massimo Rossi in Our Day Will Come
- Fabrizio Pucci in Child 44 - Il bambino n. 44
- Pierfrancesco Favino ne Il racconto dei racconti - Tale of Tales
- Simone D'Andrea in Un momento di follia
- Francesco Prando in Default
- Alberto Bognanni ne La felicità degli altri
- Daniele Raffaeli in Meticcio (doppiaggio tardivo)

Da doppiatore è sostituito da:
- Massimiliano Manfredi in Shrek
- Roberto Pedicini in Jacques Costeau, il figlio dell'oceano